# 2307 Garuda
2307 Garuda (1957 HJ) là một tiểu hành tinh vành đai chính được phát hiện ngày 18 tháng 4 năm 1957 bởi ở La Plata.